# مرگ سفید
مرگ سفید فیلمی به کارگردانی حسین زندباف و نویسندگی محمد عقیلی محصول سال ۱۳۶۲ است.

## خلاصه داستان
در یک شهر بندری ایوب و عبدل به دلیل فقر مادی با چند قاچاقچی خبره کار می‌کنند. در موقع حمل محموله مأموران به قاچاقچی‌ها، که عبدل و ایوب نیز همراه آنها هستند، حمله می‌کنند. آن دو با استفاده از فرصت محموله را می‌ربایند و چون نمی‌توانند اجناس قاچاق را بفروشند به این نتیجه می‌رسند که اجناس را نابود کنند و خود را از مهلکه برهانند.

## بازیگران
- اکبر زنجانپور
- هادی اسلامی
- فاطمه نقوی
- کیومرث ملک مطیعی
- علی محزون
- اصغر سنجری
- ورشوچی
- پریدخت اقبالپور
- محمد برسوزیان
- التفات قربانی
- امیر وطن زاد
- آتیلا پسیانی
- اصغر زمانی
- نصراله کبیری
- حسن سلطانی
- سطوت
- محرم بسیم
- غلام انتظاری
- رسول پنجه باشی
- حسن گروسی
- علی گلشن
- کریم نشاط
- تورج زمانی
- رضا فدایی حسینی
- منوچهر آزادگان